# Mason Ewing Corporation
Mason Ewing Corporation es una holding domiciliada en Los Ángeles, dirigida y creada por Mason Ewing en 2011, que trabaja principalmente en los sectores de la moda , el cine, la música y la literatura, además de otros sectores como la cosmética.  

## Descripción
La empresa tiene filiales en varios países como Mason Ewing Corporation (Canadá), Les Entreprises Ewing (Francia). y Ewingwood (Camerún).  
Es, sobre todo, el polo de la moda que ha hecho conocer la empresa al público. La marca de ropa Mason Ewing, comporta una línea de camisetas con braille y otra línea Espoir pour l'Avenir.

## Polos Principales

### Mode
La empresa Mason Ewing es une filial de Mason Ewing Corporation. Fue creada por Mason Ewing unos años después de la creación de la holding.  
Sus padrinos son Emmanuel Petit (campeón del mundo de footbal 1998) Olivier Lapidus (hijo del costurero Ted Lapidus). En esta marca hay :  
- Una línea de camisetas con braille incorporado.[5] Mason Ewing. él mismo ciego, lamentaba que las personas discapacitadas visuales no pudiesen reconocer los colores de la ropa que llevaban y debían hacerse ayudar. Tuvo la idea de incorporar el braille . Así podían vestirse solos. En esta ropa hay el Baby Madison en diferentes situaciones (sobre un skate, un BMX, con una guitarra, etc.[6]) El braille también describe la actividad del bebe. 5% de los beneficios va à l'asociation SOS Madison International.[7] Esta ropa se vende en el museo Louis Braille.
- Otra línea creada por Mason Ewing en homenaje a su madre Marie, que era modelo, modelista y costurera. Muchas personalidades han llevado estos vestidos, como Rachel legrain-Trapani (Miss Francia 2007[8]) y Rebecca Ayoko (ex musa de Yves Saint Laurent). Es con la collection Espoir pour l'avenir que la marca organiza desfiles en varios países como en Francia (L'Eurosites du Georges-V[9]) Camerún (Hotel Hilton de Yaundé).
- Otra línea es la colección de ropa de interior para mujeres Elisa Charnel. Todas las piezas tienen un dibujo particular.

### Audiovisual
El audiovisual es la primera pasión de Mason Ewing. La televisión le ayudó a soportar los maltratos durante su infancia.
Es con el cortometrage Descry que su polo audiovisual se lanzó. Después hizo películas de animación como Les Aventures de Madison poniendo en escena Baby Madison y su amigo Johan. Siguieron las aventuras de Pilou y Michou, un dibujo animado infantil que cuenta la vida de gente sencilla al final del siglo XVIII. Pilou es un joven atolondrado que vive con su madre Cunegonda y su abuela Michou. Además de los dibujos animados Mason Ewing Corporation produce series de TV para adolescentes, que llevan mensajes fuertes como la familia, los tabúes de la societe o el poder.  Hay Mickey Boom una serie producida pour la filial francesa, Eryna Bella y Deux Plus Trois, producidas en Los Ángeles.
En 2014 vende su cortometraje Une Lueur d'Espoir al grupo de France Télévisions.
Fidel a sus origines maternos Mason Ewing produce en 2016 una película intitulada Orishas : The Hidden Pantheon, realizada por Yann Loic Kieffoloh que trata de una mitología africana, los Orishas.
En 2017 Mason Ewing Corporation produce la primera parte de la trilogía de horror Elie Grimm : L'Enfant Maudit.
En 2018 filma Coup de Foudre à Yaoundé. Esta película hará la apertura de Ewingwood, la filial Camerunesa de Mason Ewing Corp.